# Kruiswater (Sneek)
Het Kruiswater (Fries en officieel: Krúswetter) is een meer in de Friese gemeente Súdwest-Fryslân, tot 2011 in de voormalige gemeente Sneek.
Het meer ligt op het kruispunt waar de Houkesloot en de Modderige Geeuw samenkomen, ten oosten van de stad Sneek, nabij het Kolmeersland (Starteiland) in het Sneekermeer. Het gebied wordt druk bevaren.